# Tranzscheliella serena
Tranzscheliella serena är en svampart som först beskrevs av Hans Sydow, och fick sitt nu gällande namn av Vánky 2004. Tranzscheliella serena ingår i släktet Tranzscheliella och familjen Ustilaginaceae.   Inga underarter finns listade i Catalogue of Life.